# Тимениця-Стара
Тимениця-Стара (пол. Tymienica Stara) — село в Польщі, у гміні Хотча Ліпського повіту Мазовецького воєводства.
Населення — 205 осіб (2011).
У 1975-1998 роках село належало до Радомського воєводства.

## Демографія
Демографічна структура станом на 31 березня 2011 року:
|          | Загалом | Допрацездатний вік | Працездатний вік | Постпрацездатний вік |
| -------- | ------- | ------------------ | ---------------- | -------------------- |
| Чоловіки | 100     | 23                 | 68               | 9                    |
| Жінки    | 105     | 26                 | 54               | 25                   |
| Разом    | 205     | 49                 | 122              | 34                   |